# Cirriformia chrysodermoides
Cirriformia chrysodermoides är en ringmaskart som beskrevs av Pillai 1965. Cirriformia chrysodermoides ingår i släktet Cirriformia och familjen Cirratulidae. Inga underarter finns listade i Catalogue of Life.